# Chironomus perileucus
Chironomus perileucus är en tvåvingeart som först beskrevs av Jean-Jacques Kieffer 1914.  Chironomus perileucus ingår i släktet Chironomus och familjen fjädermyggor. Inga underarter finns listade i Catalogue of Life.